# قائمة شركات الطيران السورية
هذه قائمة بشركات الطيران العاملة حاليا في سوريا
| شركة الطيران          | شعار | اتحاد النقل الجوي الدولي | رموز طيران | رمز النداء | سنة التأسيس | ملاحظة   |
| --------------------- | ---- | ------------------------ | ---------- | ---------- | ----------- | -------- |
| الخطوط الجوية السورية |      | RB                       | SYR        | SYRIANAIR  | 1946        | قطاع عام |
| فلاي شام              |      | HM                       | FCM        | FLYCHAM    | 2025        | قطاع خاص |